# Vila Nova dos Poções
Vila Nova dos Poções é um distrito do município brasileiro de Janaúba, no interior do estado de Minas Gerais. Segundo o censo demográfico de 2022, realizado pelo Instituto Brasileiro de Geografia e Estatística (IBGE), sua população era de 2 502 habitantes e havia 872 domicílios particulares permanentes ocupados. Possui área de 566,73 km² conforme a Fundação João Pinheiro (FJP). Foi criado pela lei estadual nº 8.285 de 8 de outubro de 1982.
De acordo com o IBGE, em 2010 a população era de 3 187 habitantes e havia 1 100 domicílios particulares.